# Birotondă
În geometrie o birotondă este un poliedru format din două rotonde, unite prin bazele lor. Sunt similare cu o bicupolă, dar în loc ca în jurul unei axe să alterneze triunghiuri și pătrate, alternează triunghiuri și pentagoane. Există două forme, orto- și giro-: o ortobirotondă are una dintre cele două rotonde plasată ca reflexie a celeilalte față de baza mare, în timp ce la o girobirotondă o reflexia rotondei este rotită cu 180°/n față de cealaltă.
Birotondele pentagonale pot fi formate cu fețe regulate, una fiind un poliedru Johnson, iar cealaltă un poliedru arhimedic, cvasiregulat:
- ortobirotondă pentagonală, J34;
- girobirotondă pentagonală, care este icosidodecaedrul.

Alte forme pot fi generate cu simetrie diedrală și pentagoane echilaterale distorsionate.